# 山路秀則
山路 秀則（やまじ ひでのり、1931年11月27日 - 2009年12月22日）は、日本の実業家、馬主。

## 経歴
鹿児島県出身。山路組を結成したのち1971年2月に株式会社とし、大阪府寝屋川市に本社を設立。その後、社名を変更し1991年に大阪府枚方市に株式会社ヤマジを創業。建設業に従事した。
2009年12月22日午後0時46分、肝細胞がんのため大阪府の自宅で死去。78歳没。長男の山路秀樹が会社経営を引き継いだ。

## 馬主活動

山路の勝負服

1986年から馬主となり、中央競馬クラシック三冠を達成したナリタブライアンの馬主ともなった。勝負服の柄は桃、紫山形一文字。冠名には、大阪の自宅近くにある成田山大阪別院明王院に由来する「ナリタ」と、出身地の鹿児島県大隅半島に由来する「オースミ」を用い、預ける調教師によって使い分けていた。
最初は個人馬主として登録していたが、2006年4月19日付で中央競馬での馬主名義を株式会社オースミへ法人化した。地方競馬の所有馬は名義を変えず、個人としての馬主資格を持ち続けた。

## 主な所有馬

### GI級競走優勝馬
- ナリタタイシン（1992年ラジオたんぱ杯3歳ステークス、1993年皐月賞、東京優駿3着、1994年目黒記念、天皇賞・春2着）
- ナリタブライアン（1993年朝日杯3歳ステークス、1994年皐月賞、東京優駿、菊花賞、有馬記念、スプリングステークス、共同通信杯4歳ステークス、1995年阪神大賞典、1996年阪神大賞典、天皇賞・春2着）
- ナリタトップロード（1999年菊花賞、弥生賞、きさらぎ賞、2001年阪神大賞典、2002年京都記念、阪神大賞典、京都大賞典、他GI2着2回、3着5回））
- ナリタホマレ（1998年ダービーグランプリ、1999年オグリキャップ記念）[注 3][8]

### 重賞競走優勝馬
斜字は地方重賞。
- オースミシャダイ（1990年阪神大賞典、日経賞、1991年天皇賞・春3着）
- ナリタハヤブサ（1990年ウインターステークス、1991年フェブラリーハンデキャップ、ウインターステークス、1992年帝王賞）
- オースミロッチ（1992年京都記念、京都大賞典、1993年宝塚記念3着）
- オースミダイナー（1996年赤レンガ記念、1997年瑞穂賞、ステイヤーズカップ、赤レンガ記念、1998年瑞穂賞、ステイヤーズカップ、1999年瑞穂賞、2000年北海道スプリントカップ、瑞穂賞、2001年エトワール賞、最高齢重賞勝利記録保持）
- ナリタタイセイ（1992年NHK杯、皐月賞2着）
- オースミポイント（1993年京成杯）
- ナリタチカラ（1993年札幌記念）
- ナリタキングオー（1995年スプリングステークス、京都新聞杯、共同通信杯4歳ステークス）
- ナリタライジン（1996年阪神障害ステークス・春）
- オースミマックス（1997年小倉大賞典）
- オースミタイクーン（1997年マイラーズカップ、セントウルステークス）
- ナリタルナパーク（1998年秋華賞2着、1999年中山牝馬ステークス）
- オースミジェット（1999年平安ステークス、アンタレスステークス、名古屋大賞典、マーキュリーカップ、帝王賞3着、2000年平安ステークス、名古屋大賞典、マーキュリーカップ）
- オースミブライト（1999年神戸新聞杯、京成杯、皐月賞2着）
- ナリタオンザターフ（2001年名古屋優駿）
- オースミコスモ（2001年阪神ジュベナイルフィリーズ3着、2003年関屋記念、2004年中山牝馬ステークス、福島牝馬ステークス）
- オースミハルカ（2003年チューリップ賞、クイーンステークス、2004年クイーンステークス、府中牝馬ステークス、エリザベス女王杯2着、2005年エリザベス女王杯2着）
- ナリタセンチュリー（2004年京都大賞典、2005年京都記念）

### その他の所有馬
- オースミレパード（1995年アンドロメダステークス、平安ステークス2着、1997年オパールステークス、サラブレッド最高齢勝利記録保持）
- オースミシャイン（1993年フローラステークス[注 4]、1994年中山牝馬ステークス2着、アズマサンダースの母）
- ナリタプロテクター（オープン3勝）

## （株）オースミ名義での所有馬

### 重賞競走優勝馬
- オースミグラスワン（2006年新潟大賞典、2008年新潟大賞典）[注 5]
- オースミダイドウ（2006年デイリー杯2歳ステークス、朝日杯フューチュリティステークス3着）
- オースミスパーク（2010年小倉大賞典）
- オースミイチバン（2012年兵庫チャンピオンシップ、2013年ダイオライト記念）
- ナリタクリスタル（2010年新潟記念、2011年中京記念、新潟記念）
- オースミムーン（2013年東京ハイジャンプ、小倉サマージャンプ、阪神ジャンプステークス、2014年京都ジャンプステークス、2015年東京ジャンプステークス、阪神ジャンプステークス）

### 地方重賞優勝馬
- ナリタミニスター（2020年金沢スプリントカップ、園田チャレンジカップ、ゴールド争覇、2021年兵庫ウインターカップ）

### その他の所有馬
- ナリタセンチュリー（2006年宝塚記念2着）